# チャムチェン・チョェコルリン寺
チャムチェンチョエコルリン寺(བྱམས་ཆེན་ཆོས་སྐོར་གླིང་། byams chen chos skor gling)は、四川省カンゼ・チベット族自治州理塘県（リタン）にあるチベット仏教のゲルク派の寺院。リタン・ゴンパ（ལི་ཐང་དགོན་པ་། ,リタン寺、リタン・ゴンチェン(ལི་ཐང་དགོན་ཆེན་། リタン大寺)とも呼ばれる。
漢字表記は「長吉春科兒寺」、「長青春科爾」等。英語名は「Lithang Gonchen monastery」。
チベットでは昔から「ラサに三大寺（デプン寺、セラ寺、ガンデン寺）あり、アムドにクンブム・チャンパーリン寺（塔爾寺）あり、カムにはリタン寺がある」といわれるほど有名な寺であった。1580年、ダライラマ3世の発願により建立、現在では800人ほどの僧侶が常駐している。カム地区では唯一、「ゲシェー」の学位の取れる寺院である。
清・和寧修『衛藏通志』には、十八世紀ごろの描写として

バタン(巴塘)を東行すること五百四十五里、リタン（裏塘）と名づく。チャムチェン・チョェコル(長吉春科自兒)寺有り。大ケンポ（堪布）これに居り、ラマ（喇嘛）を管すること三千余名。
という記述がある。」